# Дегранулација
Дегранулација је ћелијски процес који ослобађа антимикробне цитотоксичне или друге молекуле из секреторних везикула званих грануле које се налазе у неким ћелијама. Користи га неколико различитих ћелија укључених у имуни систем , укључујући гранулоците ( неутрофиле , базофиле и еозинофиле ) и мастоците . Користе га и одређени лимфоцити као што су природне ћелије убице (НК) и цитотоксичне Т ћелије , чији је главни циљ уништавање инвазивних микроорганизама.

## Опште информације
Овај термин се често користи у области хемије, биологије и материјалних наука, озмачавае процес у коме се неке супстанце распадају на мање честице или компоненте.  Процес дегранулације може бити узрокован различитим факторима, укључујући:
- хемијске реакције,

- физичке промене

- биолошке активности.

У биологији, дегранулација може укључивати ослобађање хемикалија из ћелија, што је важна сврха у имунолошком реаговању. Овакав процес може имати негативан утицај на околину и организме. Такође, дегранулација у материјалима може узроковати смањење квалитета и функције производа. 
У одређеним контекстима, дегранулација може бити корисна, на пример, у производњи нових материјала. Препознавање и разумевање дегранулације је важно за развој нових технологија.

## Дегранулација у појединим ћелијама

### Мастоцити
Антигени ступају у интеракцију са ИгЕ молекулима који су већ везани за Фц рецепторе високог афинитета на површини мастоцита да би изазвали дегранулацију, активирањем тирозин киназе унутар ћелије. Мастоцити ослобађају мешавину једињења, укључујући хистамин , протеогликане , серотонин и серинске протеазе из својих цитоплазматских гранула.

### Еозинофили
У сличном механизму, активирани еозинофили ослобађају претходно формиране медијаторе као што су главни основни протеини и ензими као што је пероксидаза , након интеракције између њихових Фц рецептора и ИгЕ молекула који се везују за велике паразите као што су хелминти.

### Неутрофили
Неутрофили су критичне инфламаторне ћелије које узрокују оштећење ткива у низу болести и поремећаја. Будући да су бела крвна зрнца изведена из коштане сржи, она мигрирају из крвотока до места запаљења ткива као одговор на хемотактичке сигнале и индукују упалу подвргавањем респираторном пуцању и дегранулацији посредованом рецепторима.
Дегранулација неутрофила је имплицирана као главни узрочни фактор у плућним поремећајима, укључујући тешке асфиксичне епизоде астме. Међутим, механизми који контролишу дегранулацију неутрофила нису добро схваћени. Недавна запажања показују да ослобађање гранула из неутрофила зависи од активације интрацелуларних сигналних путева, укључујући β-арестине, Рхо гванозин трифосфатазу Рац2, рецепторе растворљивог НСФ везаног протеина (СНАП), фамилију тирозин киназа и тирозин МЕГ2 фосфатазу. Нека од ових запажања сугеришу да је дегранулација  неутрофила селективна и да зависи од нередундантних сигналних путева.
Прекомерна дегранулација неутрофила је уобичајена карактеристика многих инфламаторних поремећаја, као што су:
- тешке асфиксичне епизоде астме,
- акутне повреде плућа,
- реуматоидни артритис,
- септички шок.

Недавна студија описале су нови механизам којим неутрофили елиминишу бактерије. Након активације низом медијатора, укључујући интерлеукин-8 (ИЛ-8), липополисахарид и интерферон-α са комплементом 5а, показало се да неутрофили стварају мрежу екстрацелуларних влакана познатих као неутрофилне екстрацелуларне замке (НЕТ), састављене од деоксиробних гранула и протеина НА, његове дезоксирибонуклеинске киселине веома ефикасан у хватању и убијању инвазивних бактерија. Иако ове студије нису успеле да опишу молекуларне механизме одговорне за формирање неутрофилне екстрацелуларне замке и његову повезаност са грануларним протеином, оне су отвориле нови хоризонт у области биологије неутрофила који се односе на ослобађање медијатора и бактерицидну активност.

### Цитотоксичне Т ћелије и НК ћелије
Цитотоксичне Т ћелије и НК ћелије ослобађају молекуле као што су перфорин и гранзими кроз процес усмерене егзоцитозе да би се уништиле инфициране циљне ћелије.